# Viola Wills
Pour les articles homonymes, voir Wills.
Viola Wills, née Viola Mae Wilkerson le 30 décembre 1939 et morte le 6 mai 2009, est une chanteuse de funk et de soul américaine.
Découverte par Barry White et choriste pour plusieurs artistes célèbres (Joe Cocker, George Benson, Smokey Robinson), elle est principalement connue en solo pour sa version disco de Gonna Get Along Without You Now en 1979.

## Biographie
Viola Wills naît le 30 décembre 1939 dans la ville de Watts, au sud de Los Angeles.
À l'âge de huit ans, elle gagne un concours organisé par la Fédération des églises baptistes lui ouvrant les portes d'une scolarité au Los Angeles Conservatory of Music où elle préfère les leçons de piano (sous la direction de Earl Vorhees) aux cours de chant. Toutefois, elle perd rapidement son intérêt pour la musique classique et se marie durant son adolescence. À l'âge de 21 ans, elle a déjà six enfants. À la suite de difficultés financières, elle décide de revenir au chant pour essayer de percer dans le monde de la musique soul et R&B.
En 1965, son cousin Esther Ray Potts lui propose de faire les chœurs sur un morceau produit par Barry White, qui tente alors de se faire un nom en tant que producteur et chasseur de talent. Il lui propose un contrat d'artiste solo chez Bronco Records, raccourcit son nom en 'Viola Wills', plus accrocheur, et réalise quatre simples avec elle mais qui n'obtiennent pas de véritable succès à grande échelle. White rencontre alors Love Unlimited, commence à définir son style 'soul symphonique' et perd l'envie de produire Wills.
Sur les conseils de James Gadson, batteur du groupe Charles Wright and the Watts 103rd Street Rhythm Band, elle se remet alors à l'écriture de chansons. Gadson l'accompagne pour l'écriture de certains titres, lui fait découvrir différents aspects de l'industrie musicale et lui obtient un passage dans l'émission Soul Train. En 1971, un ami de Gadson la présente à Gloria Jones qui lui propose d'intégrer le groupe de choristes The Sanctified Sisters qu'elle a créé avec Virginia Ayres et Beverly Gardner. Cela lui permet de devenir choriste auprès de Joe Cocker lors de sa tournée européenne, en remplacement de Claudia Lennear. Cette tournée est synonyme d'éloignement familial mais lui permet d'acquérir de l'expérience. Elle gagne en notoriété lorsqu'elle interprète Do Right Woman qui devient l'un des moments forts des sets sur scène, passage inclus sur l'album de Joe Cocker en 1972. Deux ans plus tard, à la demande de Nigel Thomas pour le label Goodear, elle sort son premier album, Soft Centers, fruit d'une collaboration avec les musiciens de Joe Cocker et ses amies choristes. Il ne renferme que des titres originaux de Wills.
C'est à cette époque que Viola monte son premier groupe au Ronnie Scott's, un club de jazz de Londres. Elle invite ses enfants devenus adolescents à entrer dans la formation et la nomme Viola Wills and The Iveys. Ils tournent en Europe ainsi qu'en Amérique du Sud et font l'ouverture de Smokey Robinson,, George Benson et The Moments. Puis elle part en tournée de son propre chef, accompagnée des Crusaders.
Installée en Europe, elle enregistre des titres avec Yves Dessca, Dennis Bovil, Nick Straiker, Phil Towner, John Kpiaye et l'allemand Jerry McCabe. Ce dernier lui propose d'interpréter une version rajeunie de Gonna Get Along Without You Now. Le succès place la chanteuse sous les feux des projecteurs : Top of the Pops, Later... with Jools Holland et beaucoup d'autres émissions télévisées l'invitent en plateau. Les titres suivants, If You Could Read My Mind et Up On The Roof, prêtent à Wills le surnom de 'Diva de la disco' (Disco Diva,), devenant par la même occasion une icône gay,.
De retour aux États-Unis, elle se détache quelque peu de l'industrie musicale et obtient un diplôme en musicothérapie. Elle écrit et interprète un one-woman-show autobiographique intitulé Willspower.
En 1982, elle interprète une version disco de Stormy Weather qui devient un hit dans les clubs (#4 au Hot Dance). Elle divorce, se remarie avec Robert Ashmun et crée l'année suivante le label RVA (pour Robert Viola Ashmun).
Elle retrouve les classements nationaux en 1986 avec Dare to Dream, mais la période disco touche à sa fin et elle se retrouve seule et sans argent. Revenue s'installer au Royaume-Uni à Brighton, elle fonde un groupe dont le style résulte d'une fusion de jazz et de gospel qu'elle nomme Jazzspel.
Elle continue à écrire et sortir des titres, mais ne retrouve plus le succès espéré. En 2000, elle participe à un concert à Staten Island devant dix mille personnes où se succèdent 52 artistes issus des années 1970 à 2000, parmi lesquels on trouve P!nk, Thelma Houston, Deborah Gibson, Crystal Waters, The Trammps, Kristine W. ou encore Loleatta Holloway. Ce concert entre au Guinness Book des records comme le concert voyant se succéder le plus d'artistes en une journée sur la même scène.
En 2006, elle retourne aux États-Unis afin d'être plus proche de sa famille qui compte alors six enfants (Vincent, Christopher, Regina, La Donna, David et Rejal), vingt-et-un petits-enfants et huit arrière-petits-enfants. Elle a été mariée deux fois et divorcée deux fois.
Elle meurt des suites d'une leucémie le 6 mai 2009 à Phoenix, en Arizona et est enterrée au Angeles Abbey Memorial Park de Compton, dans le comté de Los Angeles.

## Discographie
Discographie issue de Discogs, sauf mention contraire.

### Albums
| Années | Album                       | Label           | Classement     |
| 1974   | Soft Centers                | Goodear Records | -              |
| 1980   | If You Could Read My Mind   | Hansa/Ariola    | Pays-Bas (#31) |
| 1983   | Space                       | RVA Records     | -              |
| 1986   | Dare to Dream               | Wide Angle      | -              |
| 1994   | Gonna Get Along Without You | Unidisc         | -              |
| 2013   | Stormy Weather              | Spite           | -              |

### Simples
| Année | Titre                                                                            | Classement | Label                | Commentaires |
| ----- | -------------------------------------------------------------------------------- | --- | -------------------- | --- |
| 1966  | Lost Without the Love of My Guy / I Got Love                                     | - | Bronco               | |
| 1967  | Don't Kiss Me Hello and Mean Goodbye / Together Forever                          | - | Bronco               | |
| 1967  | I've Got To Have All Of You / Night Scene                                        | - | Bronco               | |
| 1967  | You're Out Of My Mind / Any Time                                                 | - | Bronco               | |
| 1969  | The First Time / You've Got My Blessings                                         | - | Bem Sole             | |
| 1969  | I've Got News For You / Sweetback                                                | - | Supreme              | |
| 1974  | Run to the Nearest Exit / Day In The Life Of A Woman                             | - | Goodear              | |
| 1974  | Day In The Life Of A Woman / Some Other Day                                      | - | Goodear              | |
| 1975  | I Believe in Miracles / Set Me Free                                              | - | Goodear              | |
| 1977  | Let's Love Now / Let's Love Now (Disco Version)                                  | - | Arista               | |
| 1979  | You Will Forget / Live and Let Live                                              | - | MM Records           | Enregistré sous le pseudonyme d'Irma Jackson |
| 1979  | Gonna Get Along Without You Now / Your Love                                      | États-Unis (#52, Hot Dance) Royaume-Uni (#8) Nouvelle-Zélande (#3) Pays-Bas (#7) Belgique (#2, Ultratop néerl.) | Ariola/Hansa         | Reprise de Teresa Brewer. Une version Dance sort en 1984 et atteint la 38e position en France. Le titre ressort au Royaume-Uni en 1989 puis en 1997 et obtient respectivement la 96e et la 88eposition. |
| 1980  | If You Could Read My Mind / Somebody's Eyes                                      | États-Unis (#2, Hot Dance) Pays-Bas (#5) Australie (#80) Belgique (#3, Ultratop néerl.)                         | Hansa                | Reprise de Gordon Lightfood. |
| 1980  | Up On The Roof / Let Me Be Your Roots                                            | - | Hansa                | Reprise des Drifters. |
| 1980  | Love Letters / Wouldn't It Be Fun                                                | - | Charly Records       | |
| 1981  | There's Always Something There to Remind me / Don't Ever Stop Loving Me          | - | Hansa                | Reprise de Lou Johnson (en). |
| 1981  | I Can't Stay Away From You / If You Leave Me Now                                 | - | Hansa                | Reprise de Chicago. |
| 1982  | Stormy Weather (avec the Sunergyants) / It's Gonna Rain                          | États-Unis (#4, Hot Dance)                                                                                      | Sunergy              | Reprise de Ethel Waters. |
| 1982  | The More I See You /I Can't Stay Away From you                                   | - | Perfect              | Reprise de Harry James. |
| 1982  | Secret Love / Let Me Be Your Rock                                                | - | Hansa                | |
| 1983  | Space / To Be Or Not To Be                                                       | - | RVA                  | |
| 1984  | If These Walls Could Speak / When Will It Be My Turn - Maybe This Time           | - | Wide Angle           | |
| 1985  | Both Sides, Now / Dare To Dream                                                  | Royaume-Uni (#35)                                                                                               | Wide Angle           | Reprise de Judy Collins. |
| 1985  | Tune In For Lovin' / Tune In For Lovin' (Dub Version)                            | - | RCA                  | |
| 1986  | Hot For You / Love Transfusion                                                   | - | Wide Angle           | |
| 1986  | You Are The Reason Why / So Hot For You                                          | - | Streetwave           | |
| 1986  | Take One Step Forward (avec Noel McCalla) / Take One Step Forward (Instrumental) | - | Nightmare            | |
| 1987  | Viola (Un-Rapped) / These Things Happens                                         | - | Wide Angle           | |
| 1987  | Reggae High / Keep On Comin'                                                     | - | Island Records       | |
| 1987  | Over the Rainbow / You Are The Reason Why / Rainbow Trilogy                      | - | Wide Angle           | Reprise de Judy Garland. |
| 1989  | Love Pains / Love Pains (Instrumental)                                           | Belgique (#27, Ultratop néerl.)                                                                                 | Music Man            | Reprise de Yvonne Elliman. |
| 1989  | Don't Stop The Train (avec Phyllis Nelson - 4 remix)                             | - | Public               | |
| 1990  | I Think I'm Falling In Love / I Think I'm Falling In Love (Dub Mix)              | - | CNR                  | |
| 1992  | It's My Pleasure (My Friend Sam ft Viola Wills - 4 remix)                        | - | EX-IT                | |
| 1993  | I Can See Clearly Now (4 remix) / Dear Mom                                       | - | MFS                  | Reprise de Johnny Nash. |
| 1994  | No News Is News (4 remix)                                                        | - | ZYX                  | |
| 1994  | A House Is Not a Home (3 remix)                                                  | - | ZYX                  | Reprise de Dionne Warwick. |
| 1997  | My Pleasure (4 remix)                                                            | - | Haunted House        | |
| 1997  | Happiness (4 remix)                                                              | - | XSV                  | |
| 2006  | Never Knew Love Like This Before (2 remix)                                       | - | Delicious Multimedia | Reprise de Stephanie Mills. |
| 2006  | What Now My Love? (4 remix) / Enjoy Yourself                                     | - | Harlequin            | |
| 2007  | Enjoy Yourself (3 remix)                                                         | - | Harlequin            | |

### Compilations
| Années | Album                                         | Label                 |
| 1980   | Viola Wills                                   | Vik                   |
| 1993   | A Portrait (Greatest Hits)                    | MFS                   |
| 1995   | The Best Of Viola Wills                       | Hot Productions       |
| 2006   | The Essential Viola Wills (versions remixées) | Klone                 |
| 2008   | The Very Best Of                              | Harlequin             |
| 2013   | Hits Anthology                                | Essential Media Group |

## Emprunts
- Au milieu des années 1970, un membre de Love Unlimited, Glodean James, suggère à Barry White d'utiliser l'introduction au piano de Lost Without The Love Of My Guy de Viola Wills dans une nouvelle chanson. Répondant d'abord par la négative (White ne voulait pas se répéter), il finit par revenir sur sa décision et réutilise la progression au piano sur I Belong To You. La ballade devient numéro un au classement R&B à la fin de l'année 1974 et est présente sur les albums In Heat et Best Of Love Unlimited[1].
- La chanson francophone Tu oublieras interprétée par Régine en 1980 (puis Jeane Manson et Larusso sous le titre Tu m'oublieras) est l'adaptation de la chanson You Will Forget, sortie en 1979 sous son pseudonyme Irma Jackson[13].